# EP
 Ovo je glavno značenje pojma EP. Za druga značenja pogledajte EP (razdvojba).
Extended play (EP) je ime kojim se nazivaju glazbene ploče ili CD-ovi koji su predugi da bi bili singlovi, a prekratki da bi se nazvali albumom. Albumi traju između 25-80 minuta, singlovi između 5-15 minuta, dok EP traje između 15-25 minuta. EP uobičajeno ima četiri pjesme, po dvije na svakoj strani.